# Welsh International 1972
Die Welsh International 1972 fanden vom 1. bis zum 2. Dezember 1972 in Cardiff statt. Es war die 22. Auflage dieser internationalen Meisterschaften von Wales im Badminton.

## Titelträger
| Disziplin    | Sieger                             |
| ------------ | ---------------------------------- |
| Herreneinzel | John Gardner                       |
| Dameneinzel  | Barbara Beckett                    |
| Herrendoppel | John McCloy Peter Moore            |
| Damendoppel  | Anne Forrest Kathleen Whiting      |
| Mixed        | Clifford McIlwaine Barbara Beckett |

## Finalresultate
| Disziplin    | Sieger                             | Finalist                          | Ergebnis           |
| ------------ | ---------------------------------- | --------------------------------- | ------------------ |
| Herreneinzel | John Gardner                       |                                   |                    |
| Dameneinzel  | Barbara Beckett                    | Angela Dickson                    |                    |
| Herrendoppel | John McCloy Peter Moore            | Peter Bullivant Michael Wilks     | 15–8, 15–8         |
| Damendoppel  | Anne Forrest Kathleen Whiting      |                                   |                    |
| Mixed        | Clifford McIlwaine Barbara Beckett | Howard R. Jennings Angela Dickson | 17–14, 9–15, 15–10 |